# 德尔雷奥克斯
德尔雷奥克斯（Del Rey Oaks）是美国加利福尼亚州蒙特雷县的一座城市，位于海滨东南部，海拔25米。2010年美国人口普查显示，德尔雷奥克斯共有1,624人。德尔雷奥克斯是地区政府机构蒙特雷湾区政府协会的成员之一。

## 历史
德尔雷奥克斯在成立之前（1953年）被称为德尔雷伍德斯（Del Rey Woods）。德尔雷奥克斯邮局于1968年开业。